# Аладинский, Владимир Константинович
Владимир Константинович Аладинский (24 февраля 1938, Москва — 15 мая 2021, там же) — российский учёный, лауреат Ленинской премии (1966). Доктор физико-математических наук (1975), профессор (1985), Заслуженный деятель науки РФ (2002).

## Биография
Окончил физический факультет МГУ (1961) и аспирантуру Физического института АН СССР им. П. Н. Лебедева (1965).
С 1961 по 1993 год работал в НИИ «Сапфир».
В 1993—1994 — начальник лаборатории Центрального конструкторского бюро уникального приборостроения Российской академии наук. С 1994 — профессор Военной академии имени Ф. Э. Дзержинского, читает курсы по твердотельной электронике, электромагнитной совместимости и надежности радиоэлектронной аппаратуры в условиях поражающих факторов ядерного взрыва.
Занимался исследованиями физических процессов в переходных слоях полупроводников в сильных электрических полях (туннельный эффект, ударная ионизация, микроплазменные явления). На этой основе созданы приборы, имеющие большое значение для систем управления ракетно-космических комплексов.
Руководил созданием нового поколения сверхточных стабилитронов, уровень спецстойкости которых на несколько порядков превысил уровень приборов этого класса. Впервые предложил твердотельный генератор на основе туннельного пробоя и создал теорию таких устройств.
Под его руководством разработан стойкий полупроводниковый опорный источник излучения со спектром от ближней ИК-области до зеленой полосы, не имеющий зарубежных аналогов, для ракетно-космических систем, использующих принцип астрокоррекции.
Доктор физико-математических наук (1975), профессор (1985), Заслуженный деятель науки РФ (2002).
Умер 15 мая 2021 года. Похоронен на Бабушкинском кладбище.

## Награды
- Лауреат Ленинской премии 1966 года.